# Neyagawa
Neyagawa (jap. 寝屋川市 Neyagawa-shi) – miasto w Japonii, na wyspie Honsiu, w prefekturze Osaka.

## Położenie
Miasto leży w północno-wschodniej części prefektury nad rzekami Yodo i Neya. Graniczy z:
- Takatsuki
- Settsu
- Katano
- Hirakatą
- Moriguchi
- Daitō
- Shijōnawate

## Gospodarka
W mieście rozwinął się przemysł metalowy, środków transportu, włókienniczy oraz chemiczny.

## Historia
Miasto otrzymało prawa miejskie 3 maja 1951 roku.

## Miasta partnerskie
- Stany Zjednoczone: Newport News
- Kanada: Oakville
- Chiny: dzielnica Szanghaju, Lu Wan